# Kuh-e Rahmat

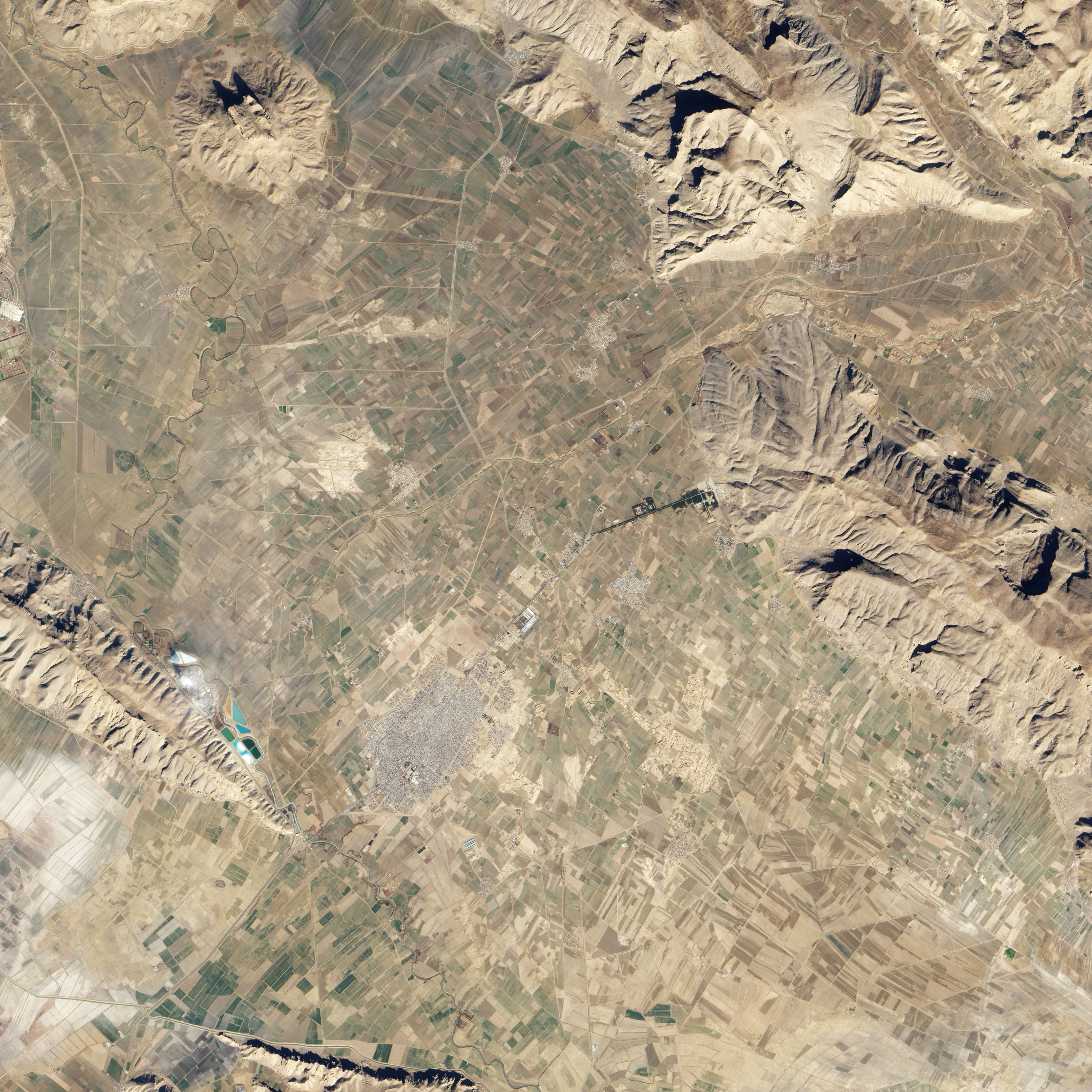
Imagem de satélite de Kuh-e Rahmat (a direita) com Persépolis no centro

Kuh-e Ramat (em persa, "O monte da Misericórdia") é uma montanha que fica localizada na planície de Marvdasht, em Fars, Irã. Ao seu pé se encontram as ruínas da antiga cidade de Persépolis, que foi uma das capitais do Império Aquemênida.